# 奥约卡塞罗
奥约卡塞罗，是西班牙卡斯蒂利亚-莱昂阿维拉省的一个市镇。 总面积53km2, 总人口369人（2001年），人口密度7人/km2。